# Шули, Кристо
Кристо Панайот Шули (алб. Kristo Panajot Shuli; 1858, Марьян — 1938, Корча), также известный как Кристо Сулиди (алб. Kristo Sulidhi), — албанский фотограф и писатель рубежа XIX и XX веков.

## Биография
Шули родился в деревне Марьян района Опар (ныне часть муниципалитета Малик в области Корча, юго-восточной Албании). Он эмигрировал в Грецию, где писал для еженедельной газеты Анастаса Кулуриоти «Голос Албании» (греч. Η φωνή της Αλβανίας). Одной из важнейших поэм Шули стала баллада из 150 стихов «Албанцы, сражающиеся в Гусии». Позднее он вернулся в Албанию и работал в Корче фотографом. Одна из его самых важных фотографий — та, на которой запечатлена первая албанская школа, открытая в 1887 году (снимок датируется 1899 годом).
Шули был протестантом и близким другом Герасима Кириази, основателя Протестантской церкви Албании. По этой причине он был отлучен от православной церкви, к которой принадлежал до обращения в протестантизм. Когда его двадцатилетний сын умер, Кристо оказался перед выбором: либо отречься от протестантской веры, либо похоронить сына за пределами христианского православного кладбища города. Он не оставил своей новой веры и, плача, похоронил сына в саду своего дома.
Шули также известен тем, что был фотографом многих людей, связанных с Албанским национальным возрождением, таких как известные борцы за независимость Шахин Матраку и Кайо Бабьени, тем самым став одним из пропагандистов самого движения. В 1892 Шули посетил Шкодер для встречи с Келем Маруби и Колой Индрумено, также занимавшимися фотографией, с которыми поделился своим опытом. Шули был зятем известного албанского фотографа Кристака Сотири, который был ещё и его учеником. Шули был награждён посмертно правительством Албании за его патриотическую деятельность.